# 魚津港
魚津港（うおづこう）は、富山県魚津市にある地方港湾。港湾管理者は富山県。魚津漁港（うおづぎょこう）と呼ばれる場合もある。

## 概要

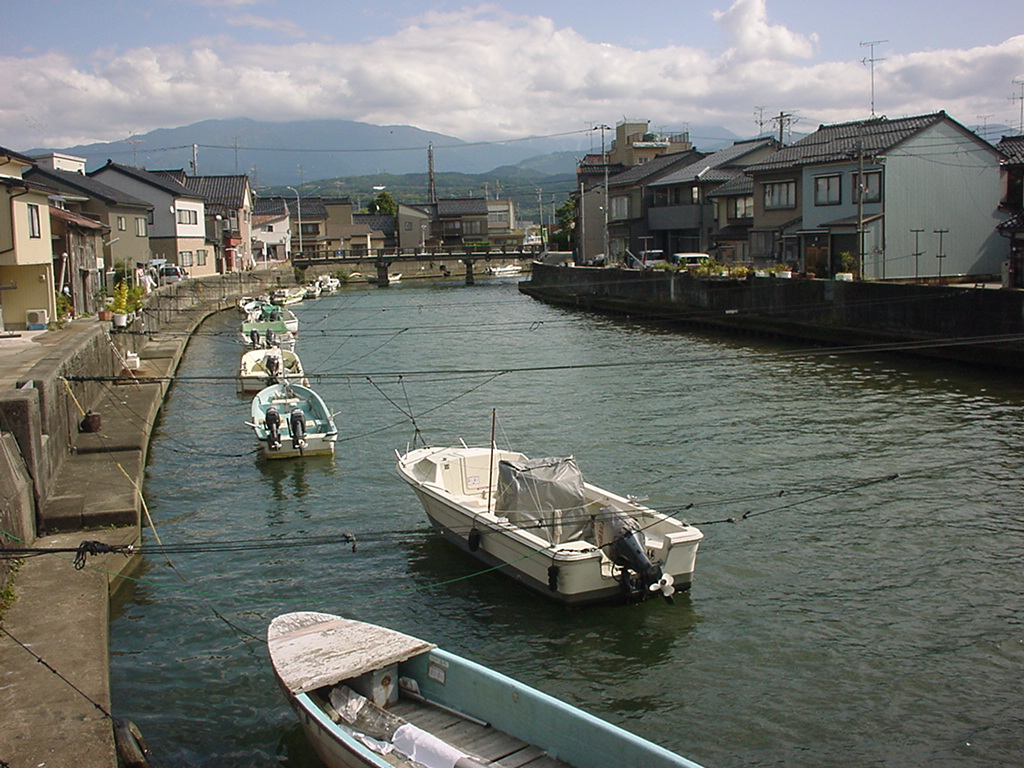
角川河口（魚津補助港付近）

港町にある魚津港（北地区）と、上口にある魚津補助港（南地区）がある。いずれも漁港としての性格が強いが、近年は北地区における物流機能の強化が図られている。
かつての魚津港は、大町海岸および角川河口に位置していて、藩政時代は東七浦の中央の港として位置付けられており、明治期も伏木港、東岩瀬港（現在の伏木富山港）に次ぐ重要な港であり、北海道や樺太への物流基地となっており、直江津行きの汽船も入っていた。しかし、汽船は1913年の北陸本線開通と同時に姿を消し、以降は荷役のみとなっていた。現在の魚津港と魚津補助港は、戦前から戦後にかけて建設されたものである。護衛艦が入港する場合もある。
北地区では、南半分に沿岸漁業船、北半分に貨物運搬船および北洋漁船を置いている。
周辺には、魚津埋没林博物館や海の駅蜃気楼などがある。ホタルイカ、ブリ、ベニズワイガニ、白エビ、カワハギといった富山湾を代表する魚介類の水揚げが多い。また、米騒動発祥の地のひとつとして知られる港町でもある。
港一帯はみなとオアシスとして登録していて、海の駅蜃気楼を代表施設とするみなとオアシス魚津として観光拠点ともなっている。
映画『日本沈没』（2006年）にも登場している。

## 沿革
- 1907年 - 県費指定の港湾となる[2]。
- 1921年 - 魚津町会が県議会宛に港建設を陳情[2]。
- 1922年 - 富山県の指定港湾に編入される[5]。
- 1928年12月 - 県議会で魚津港の建設が可決[6]。
- 1929年4月1日 - 着工（事業費70万円）[6]。
- 1930年 - 工事中に現地で魚津埋没林が発見されている。
- 1935年6月20日 - 南防波堤（70m）完成[6][7]。
- 1936年
- 10月 - 船曳場完成[7]。
  - 12月21日 - 北防波堤（320m）完成[6][7]。
  - 12月25日 - 甲種岸壁完成[6][7]。
- 1937年8月 - 乙種岸壁完成[6]。
- 1938年3月31日 - 魚津港（北地区）完成[6]。工事費は694,463円[7]。
- 1947年1月 - 魚津港湾拡築期成同盟が内務大臣、運輸大臣、農林大臣、経済安定本部長官あてに角川尻の港建設を陳情[5]。
- 1948年3月 - 角川尻船溜り事業を継続3か年で実施[8]。
- 1951年4月 - 地方港湾に指定される。
- 1953年 - 南北防波堤根固め。同年8月、魚津港、角川尻港建設期成同盟会結成[8]。
- 1954年 - 角川尻港に船曳場を整備[8]。
- 1957年
  - 3月 - 魚津補助港（角川尻港）着工[9]。
  - 5月 - 日本初の漁船避難港に指定される[10]。
- 1961年10月 - 魚津港の荷捌場が鉄骨スレート葺一部2階建てに改築される[11]。
- 1962年1月 - 魚津補助港完成。
- 1966年 - 魚津補助港がほぼ現在の港となる。その後拡張される。
- 1970年10月 - 魚津港にて鉄骨スレート葺2階建ての荷捌場兼漁具倉庫が増設される[11]。
- 1974年
  - 6月 - 荷捌所兼事務所が着工[12]。
  - 11月 - 荷捌所兼事務所（鉄筋コンクリート2階建一部3階建、延床面積1,660m2、総工費1億5,150万円）が完成、11月27日に落成式[12]。
- 1977年5月27日 - 政令指定港湾に指定される[13]。
- 1994年6月28日 - 富山県地方港湾審議会が魚津港北地区拡張計画などを原案通りに可決し富山県知事に答申し[14]、年内に北地区の拡張整備事業を開始[15]。なお、建設当初は2000年完成を目標としていた[16]。
- 1996年2月19日 - 北地区の拡張整備事業着工[14][17]。
- 2000年 - この年までに北地区5haの埋め立てが完了する[14]。
- 2004年1月26日 - 北地区の蜃気楼ふ頭（一部）および水産物荷捌き施設（魚津おさかなランド）が完成[18]、魚津おさかなランドは同年2月16日より本稼働を開始[19]。
- 2006年10月 - 富山県内では富山新港に次ぐ2番目の耐震岸壁を整備、700tクラスの船舶が接岸可能となった[14]。
- 2007年4月24日 - 魚津港周辺が、『みなとオアシス魚津』に指定される[19]。
- 2015年6月21日 - 北地区の整備事業が完了[20]。

## 周辺
- 海の駅蜃気楼
- 魚津港北緑地
- 魚津埋没林博物館
- しんきろう観光（遊覧船）
- 魚津おさかなランド

### 魚津おさかなランド
魚津漁業協同組合（JF魚津）による鮮魚管理施設・水産物卸売市場の愛称。2002年度水産庁補助事業によって建設された。
2004年1月26日に竣工し、同年2月16日より本稼働開始。市場と観光を兼ねた「海の駅蜃気楼」と隣接している。魚津港から水揚げされた海産物を加工するために設けられた。鉄骨一部2階建て約5,600m2。
正式名称は「高度衛生管理型水産物荷さばき施設」または「魚津地方卸売市場」。北緯36度49分14.24秒 東経137度23分37.28秒 / 北緯36.8206222度 東経137.3936889度に位置する。